# The Space Within US
The Space Within US es un DVD en directo del músico británico Paul McCartney, publicado en noviembre de 2006. Se compone de material grabado durante la gira US Tour, llevada a cabo como promoción del álbum de 2005 Chaos and Creation in the Backyard, si bien también se interpretan canciones de The Beatles y de anteriores trabajos en solitario, tanto de su etapa bajo el grupo Wings como posterior.

## Lista de canciones
1. "Intro"
2. "Magical Mystery Tour"
3. "Flaming Pie"
4. "Let Me Roll It"
5. "Drive My Car"
6. "Till There Was You"
7. "I'll Get You"
8. "Eleanor Rigby"
9. "Maybe I'm Amazed"
10. "Got to Get You into My Life"
11. "Fine Line"
12. "I Will"
13. "I'll Follow the Sun"
14. "Good Day Sunshine"
15. "For No One"
16. "Hey Jude" (Fragmento)
17. "Fixing a Hole"
18. "Penny Lane"
19. "Too Many People" / "She Came in Through the Bathroom Window"
20. "Let It Be"
21. "English Tea"
  - Interpretada en directo para despertar a la tripulación de la Estación Espacial Internacional al final del concierto realizado en Anaheim, California, el 12 de noviembre de 2005 (13 de noviembre en la costa Este de los Estados Unidos)[1]
22. "I've Got a Feeling"
23. "Follow Me"
24. "Jenny Wren"
25. "Helter Skelter"
26. "Yesterday"
27. "Get Back"
28. "Please Please Me"
29. "Credits"

### Material extra
- Soundcheck:
  - "Whole Lotta Shakin' Goin' On"
  - "Friends To Go"
  - "How Kind Of You"
- More About US
  - Entrevistas con Paul McCartney, el grupo y el equipo de la gira US Tour
- US Tour Pre-Show Film
- On the Road With US
- Introducción de Cameron Crowe
- Selección de canciones